# Светлановский проспект
Светла́новский проспект — один из самых длинных проспектов севера Санкт-Петербурга. Проходит  в Выборгском и Калининском районах города, между Светлановской площадью и Суздальским проспектом. Носит нынешнее название с 27 февраля 1967 года.

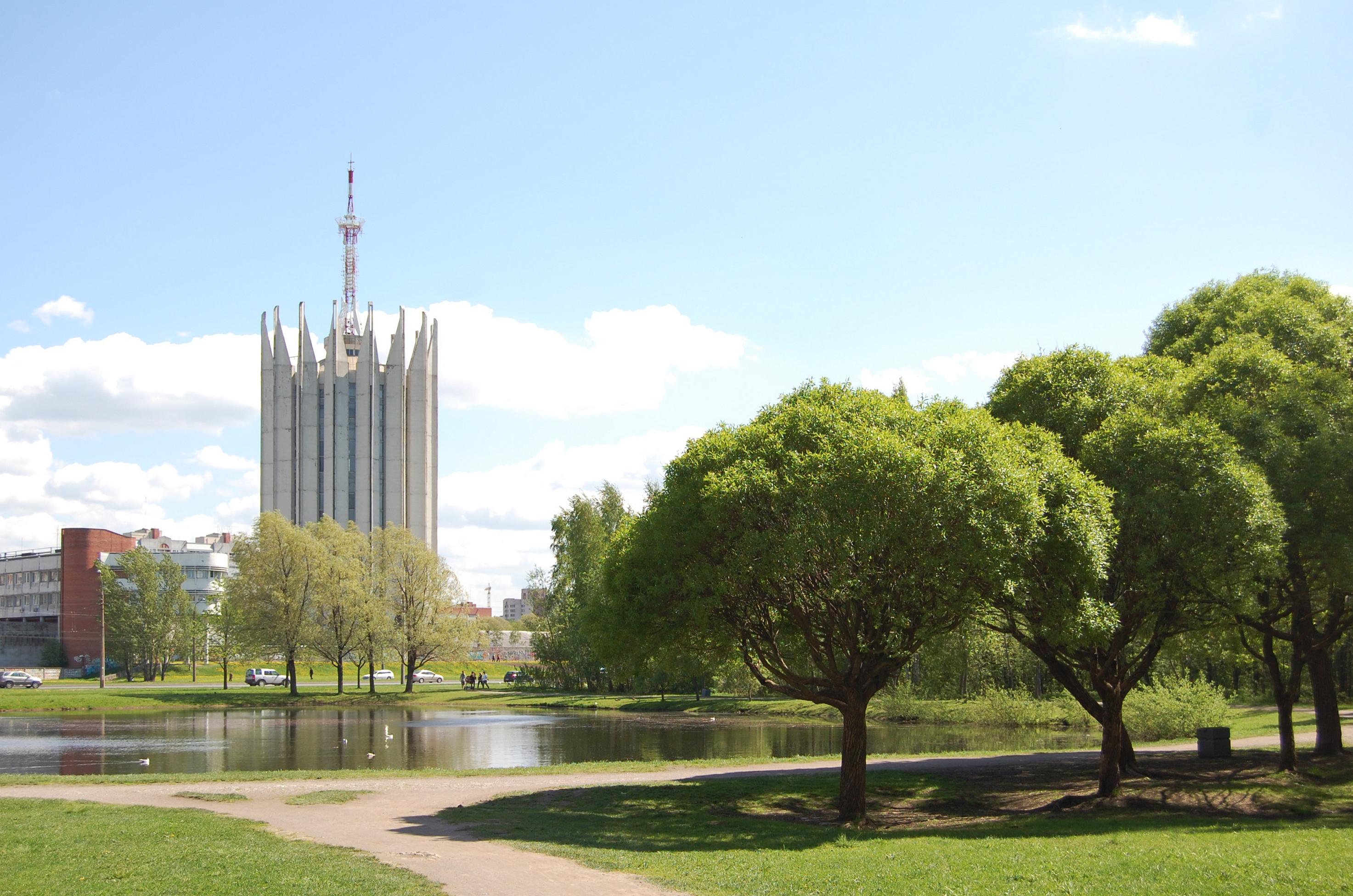
Вид на здание ЦНИИ робототехники из «Сосновки»

## История
Светлановский проспект в основном сложился в первой половине XX века. В 1910-х годах проложен его первый участок между современным проспектом Тореза и улицей Жака Дюкло — Ананьевская улица, названная по имени местного землевладельца А. В. Ратькова-Рожнова. С 1964 года  участок будущего проспекта от Светлановской площади до проспекта Тореза носил название Новоананьевская улица. В 1967 году все участки были объединены под названием «Светлановский проспект», которое было дано по производственному объединению «Светлана». В 1970 году проспект был продлён до Суздальского проспекта, обретя свою нынешнюю протяжённость. До 1974 года Светлановский проспект проходил от Светлановской площади до Тихорецкого проспекта и от проспекта Луначарского до Суздальского проспекта. Лишь в 1974 году эти два участка объединили и пустили троллейбус.

## Здания
Основная застройка проспекта происходила в 1960—1980-х годах. Участок у Светлановской площади оформлен в 1950-х годах (архитекторы В. Ф. Белов, М. П. Савкевич, Л. Л. Шретер). Значительная часть проспекта проходит вдоль парка Сосновка, Ольгинского пруда, пересекает Муринский парк — зелёную зону по берегам Муринского ручья. До пересечения с проспектом Тореза левую сторону проспекта занимают здания объединения «Светлана». На правой стороне — школа № 534 имени Героя России Т. Г. Сиразетдинова (д. 31). На пересечении с Тихорецким проспектом сохранилось здание бывшей Лесной молочной фермы и дача архитектора Ю. Ю. Бенуа (д. 65, начало XX века), напротив — оригинальное здание ЦНИИ робототехники и технической кибернетики (д. 32, 1973—1986). По сторонам перекрёстка с улицей Академика Байкова — НИИ травматологии и ортопедии имени Р. Р. Вредена (1980-е гг., 14-я мастерская Ленпроекта, архитектор П. И. Юшканцев и др.) и Больница Св. Елизаветы (здесь же — церковь Св. Елизаветы, возведённая в 1990-х годах).

## Транспорт
- По всему проспекту организовано троллейбусное движение. Троллейбус № 40 идёт через весь Светлановский проспект. От начала до улицы Жака Дюкло идёт троллейбус № 50, от пересечения с Тихорецким проспектом — № 51.
- На участке от проспекта Просвещения до Суздальского проспекта организовано движение трамвая (№ 51, 61).
- Автобусы:
  - № 9 и 40 — от начала до проспекта Тореза.
  - № 69 — от проспекта Луначарского до улицы Жака Дюкло.
  - № 93 — от начала до Тихорецкого проспекта.
  - № 98 — весь проспект.
  - № 102 — на участке от Учительской улицы до Суздальского проспекта.
  - № 143 — от Тихорецкого проспекта до улицы Жака Дюкло (только в одну сторону; № 69 — в противоположном направлении).
  - № 153  — на участке от проспекта Луначарского до Суздальского проспекта.
  - № 176 — от Северного проспекта до проспекта Просвещения.
  - № 202 — от начала до Тихорецкого проспекта.
  - № 271 — от проспекта Луначарского до Тихорецкого проспекта.
  - № 283 — от Северного проспекта до улицы Академика Байкова (только в одну сторону, без остановок на самом проспекте).
  - № 293 — от начала до Тихорецкого проспекта.

## Пересечения
- улица Орбели
- проспект Тореза
- улица Жака Дюкло
- улица Вернадского
- Тихорецкий проспект
- улица Веденеева
- аллея Академика Глушко
- улица Академика Байкова
- Северный проспект
- проспект Луначарского
- Учительская улица
- проспект Просвещения
- Тимуровская улица